# Fanhult

Fanhult är en herrgård i Virestads socken i Älmhults kommun.
Herrgården ägdes i slutet av 1700-talet av Peter Rudebeck, och därefter i början av 1800-talet av hans dotterson Anders Magnus Rosenqvist, som själv hävdade att han ärvt krafterna från Ingeborg i Mjärhult. Gunnar Olof Hyltén-Cavallius träffade honom och ansåg att han var en bluff. Han dömdes 1821 till böter för vidskepligheter men även för fylleri, och fick med tiden gå från gården. Den återgick då i släkten Rudebecks ägo, vid mitten av 1800-talet tillhörde den häradsskrivaren G. O. Boring. Vid herrgården fanns då även kvarn och såg, en kvarn omtalas på platsen redan omkring 1455.